# Відзнака збройних сил Канади
Відзнака збройних сил Канади (поіменні літери «CD») — це канадська нагорода, яка надається військовослужбовцям збройних сил Канади, які пройшли дванадцять років військової служби, за певних умов. Згідно зі статутом, вона також надається генерал-губернатору Канади після його або її призначення віцекоролем, що включає титул головнокомандувача в Канаді та над нею. Нагородою нагороджуються представники всіх звань, які повинні мати бездоганну поведінку протягом останніх восьми років заявленої служби.
Першим генерал-губернатором, який отримав CD, був віконт Александер Туніський у 1951 році. Спочатку медаллю нагороджували всіх членів королівської родини, які служили в канадських збройних силах, навіть без завершених дванадцяти років служби; однак це не відбувається автоматично з 1953 року.

## Критерії
Нагороду присуджують офіцерам і сержантам регулярних і резервних сил, включаючи почесні посади в Збройних силах Канади. Однак час служби під час перебування в додатковому списку запасу не поширюється. Медаллю можуть бути нагороджені особи, які мають будь-яку вислугу років, бездоганну поведінку або нагороду за ефективність або застібки медалей, за умови, що особа завершила повний кваліфікаційний період служби для кожної нагороди та що жодна служба, заявлена для однієї нагороди, не має зараховуватись до будь-якої іншої.
Служба в регулярних, резервних або допоміжних силах Співдружності націй зараховується до нагороди, якщо останні п’ять років служби були в складі Збройних силах Канади й жодної іншої медалі за тривалу службу, бездоганну поведінку чи ефективність не було присуджено за ту саму службу.

## Зовнішній вигляд
Медаль є декагональною (десятикутною, що представляє десять провінцій), 36 міліметрів по площинах, з рельєфними бюстами. Медаль короля Георга VI виготовлена зі срібла .800 проби та позолочена. Медаль королеви Єлизавети II — томпакова (сплав міді з цинком). Версія з позолоченої міді була представлена у 2008 році. На медалі короля Георга VI зображена некоронована голова короля Георга VI, звернена ліворуч, із написом GEORGIVS VI D: G: BRITT: OMN: REX FID: DEF по краю. Медаль королеви Єлизавети II містить некороновану монетну голову королеви Єлизавети II, звернену вправо, з написом по краю ELIZABETH II DEI GRATIA REGINA зі словом CANADA внизу. На реверсі медалі зображено військово-морську корону, три кленові листки та орла, що представляють флот, армію та авіацію зверху вниз. Слово SERVICE розташоване на сувої біля основи, а геральдичні лілії розташовані з обох боків корони. Королівську монограму накладено на центр медалі короля Георга VI, але не на медалі королеви Єлизавети II. Медаль Короля Георга VI має ім’я та ранг особи, якій була присуджена медаль, вигравіювані на зворотному боці суцільної смуги, тоді як медаль Королеви Єлизавети II має ім’я та ранг, вигравіювані навколо краю медалі. На ранніх медалях королеви Єлизавети II літери були штамповані, а не гравійовані.
Застібка, також знана як планка, присуджується за кожні 10 років подальшої служби. Застібка виготовлена з томпаку і становить 0,25 дюйма (6,4 мм), має в центрі герб Канади, увінчаний короною, золотого кольору. Аналогічно до застібок стаж служби позначається на орденській стрічці розетками.
Отримувачі відзнаки збройних сил Канади мають право використовувати поіменні літери "CD". На вигляд постноміналу не впливає відзначення додатковими застібками.

## Подальше читання
- McCreery, Christopher (2010), The Canadian Forces' Decoration (PDF), Ottawa: Department of National Defence, ISBN 978-1-100-54293-5, OCLC 779682934, процитовано 16 травня 2022

## Зовнішні посилання
- Canadian Forces' Decoration. Veterans Affairs Canada. Процитовано 13 січня 2020.
- Canadian Forces' Decoration; A History. Department of National Defence. Архів оригіналу за 22 березня 2012. Процитовано 20 січня 2011.
- View Decoration